# Jazzfestival Sankt Ingbert

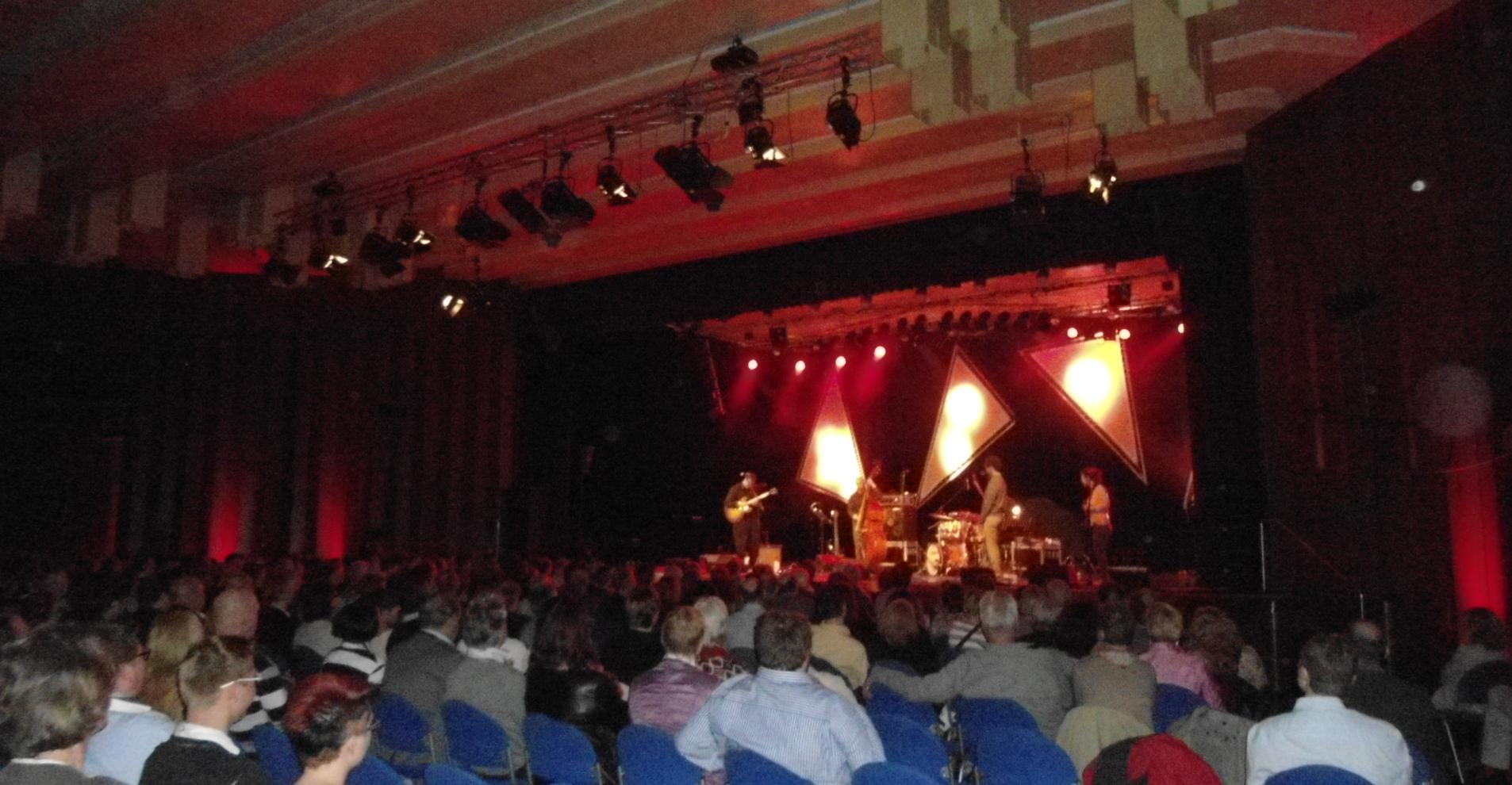
Jazzfestival Sankt Ingbert

Het internationales Jazzfestival Sankt Ingbert wordt sinds 1987 elk jaar gehouden in Sankt Ingbert, Duitsland. 
In de afgelopen jaren hebben vele bekende artiesten hier opgetreden, zoals Mory Kanté, Al Di Meola, Maceo Parker, Philip Catherine, Nils Landgren, Billy Cobham, Sun Ra Arkestra en Roby Lakatos.